# William C. Carl

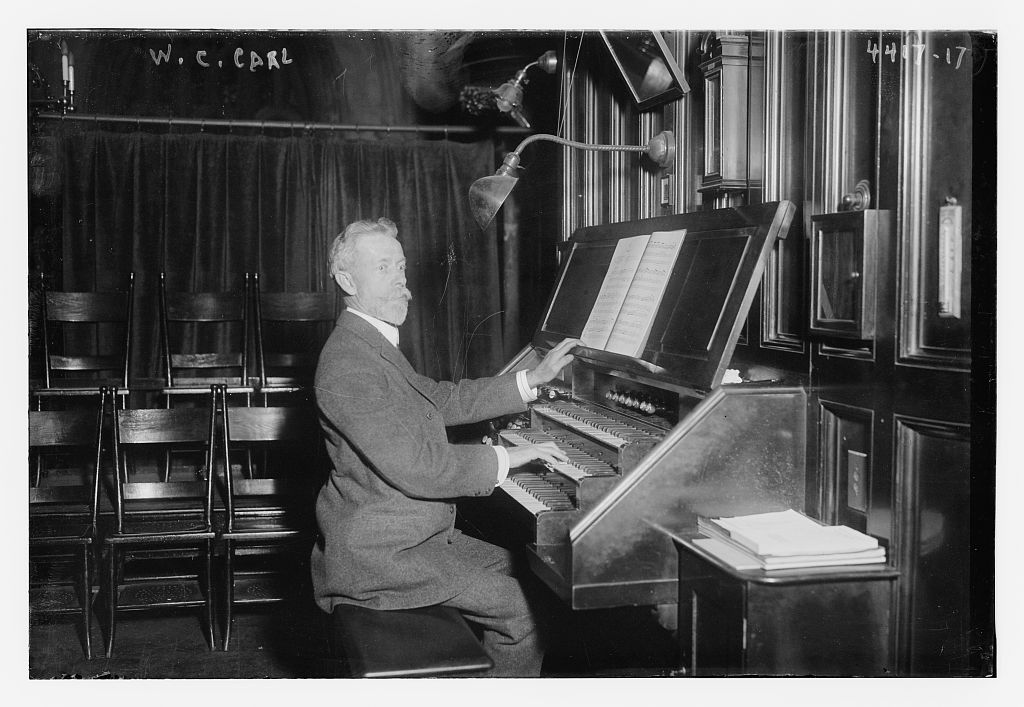
William Crane Carl (zwischen 1915 und 1920)

William Crane Carl (* 2. März 1865 in Bloomfield, New Jersey; † 8. Dezember 1936 in Manhattan, New York City) war ein US-amerikanischer Organist und Musikpädagoge.

## Leben
Carl war seit 1882 Organist an der First Presbyterian Church in Newark, New Jersey. Ein Studienaufenthalt bei Alexandre Guilmant in Paris 1890–91 führt zu einer lebenslangen Freundschaft der beiden Musiker. Nach seiner Rückkehr wurde Carl 1892 Organist und Chorleiter an der First Presbyterian Church in der Fifth Avenue in New York City. Auf der von Hilborne Roosevelt gebauten Orgel spielte er bei regelmäßigen Konzerten Werke wie eine Orgelbearbeitung von Richard Wagners Parsifal.
Anlässlich einer USA-Reise seines Lehrers Guilmant gründete Carl die Guilmant Organ School, die 1899 mit Guilmant als Präsident und Carl als Direktor und Orgellehrer eröffnet wurde. Die Schule wurde bald zu einer der bedeutendsten Ausbildungsstätten der USA für Organisten und fand auch internationale Beachtung. Carl wurde 1909 in Paris als Officier de l'Instruction Puzblique ausgezeichnet. Zu seinem 40. Dienstjubiläum 1932 wurde eine Bronzeplakette im Chor der Perbyterian Church angebracht.
Nach seinem Rücktritt aus gesundheitlichen Gründen 1935 übernahm sein Schüler Willard Irving Nevins die Leitung der Orgelschule, die bis Anfang der 1970er Jahre fortbestand. Carl veröffentlichte Sammlungen von Orgelwerken wie Ecclesiae Organum (Organ Music for The Church Service) und drei Orgelalben seines Lehrers Guilmant bei Schott.